# Le plus beau jour de ma vie
Le plus beau jour de ma vie – utwór belgijskiej wokalistki Mony Marc, nagrany w 1956 roku, napisany przez Claude Alix i skomponowany przez Davida Bee. Singiel był jedną z dwóch propozycji, które reprezentowały Belgię podczas 1. Konkursu Piosenki Eurowizji organizowanego w tym samym roku.
Podczas konkursu, który odbył się 24 maja 1956 roku w Teatro Kursaal w szwajcarskim Lugano, utwór został wykonany jako dziesiąty w kolejności i stanowił drugą w historii propozycję kraju wykonaną podczas koncertu finałowego imprezy. Dyrygentem orkiestry podczas występu wokalistki został Léo Souris. Z powodu niezachowania się oficjalnych wyników finału konkursu, nieznany jest końcowy rezultat piosenki w ogólnej klasyfikacji.